# Festival de Música e Artes Olodum
O Festival de Música e Arte Olodum (Femadum) é um evento musical anual que ocorre em Salvador, capital do estado brasileiro da Bahia. É considerado "o maior festival de música afro-latino americano organizado por uma entidade civil".
É um evento multidisciplinar, já que trata de várias linguagens artísticas da cultura afro, envolvendo gêneros e ritmos distintos como reggae, hip hop ou rap, além do concurso onde as canções que concorrem ao tema do bloco Olodum disputam com um tema pré-determinado.
O Festival ocorre no Largo do Pelourinho.

## Histórico
A edição de 1990 teve como principal atração o astro do reggae, Jimmy Cliff.
Em 2013 o tema no qual as canções inscritas concorriam fora "Samba, Futebol e Alegria – Raízes do Brasil" e, até aquele ano, mais de cem mil pessoas já haviam composto o público do evento, em todas as suas edições.
Em 2016 o festival promoveu uma homenagem ao cantor de forró Adelmário Coelho, promovendo um encontro deste com os músicos do Olodum; neste ano o tema do Femadum foi "Brasil, mostra tua cara! Sou Oludum, quem tu és?"
A edição de 2019 teve como homenageado Mateus Aleluia, escritor, compositor, cantor e instrumentista.